# رشاد حجازي
رشاد يوسف حجازي (16 أكتوبر 1912 - 24 يناير 1972) هو كاتب سيناريو مصري، ألف العديد من المسرحيات والأفلام والمسلسلات الإذاعية والتليفزيونية.

## سيرته
- ولد في 16 أكتوبر 1912 بكفر الشيخ، وتوفى في 24 يناير 1972 بالقاهرة، تخرج من معهد الخدمة الاجتماعية بالقاهرة، كما حصل علي الشهادة العالية من معهد الفنون المسرحية، لديه خمسة أولاد محمد وحسين وأحمد ويسري ومحسن وبنتين الأولي فاطمة الزهراء  و راوية .

## مسيرته
يعد من أهم كتاب عصره فقد شارك بالعديد من الأعمال داخل الإذاعة المصرية منها (زقزوق وأولاده في العيد - فيلا المعلم غراب) والكثير من السهرات الاذاعية، كما كان له العديد من المشاركات كمؤلف مسرحي للعديد من المسرحيات وكان أشهرها واهمها مسرحية «محترم لمدة شهر» سنة 1982 والتي قام ببطولة الفنان الراحل صلاح ذو الفقار ومسرحية «الدبور» سنه 1964 والتي قام ببطولتها الفنان الراحل أبو بكر عزت والفنانه ليلى طاهر واخرجها الفنان الراحل عبد المنعم مدبولي، كما اسهم في كتابه وتأليف بعض من أوائل المسلسلات التليفزيونيه (مسلسل عيله سي جمعه). كان قد تدرج في العديد من المناصب بوزارة الحقانيه ووزارة التربية والتعليم ولكنه بدأ في كتابه القصة عام 1940، وقد نال جائزة من الدولة للقصه القصيره عن عمل قصصي عن عام 1949 ولكن لم يمهله القدر في مشوار العطاء الأدبي والفني وتوفي عن عمر ستون عاما وولكن تظل أعماله باقيه تذكرنا بالزمن الجميل والرقي.

## أعماله
- من أعماله المسرحية والإذاعية والسينما

1. محترم لمدة شهر 1982 - مسرحية (مؤلف) [1]
2. حورية من المريخ 1978 - مسرحية (مؤلف)
3. مدرستى الحسناء 1971 - فيلم (قصة وسيناريو وحوار)
4. العبيط (فيلم) 1966 - فيلم (قصة وسيناريو وحوار)
5. الدبور 1964 - مسرحية (تأليف)
6. زوج في إجازة 1964 - فيلم (مؤلف)
7. بنت الجيران 1954 - فيلم (قصة وحوار)
8. زقزوق وأولاده في العيد - مسلسل اذاعي (مؤلف)

## روابط خارجية
- رشاد حجازي على موقع قاعدة بيانات الأفلام العربية